# Irpinia (vino)
La Irpinia è una DOC riservata ad alcuni vini la cui produzione è consentita nella provincia di Avellino.

## Zona di produzione
La zona di produzione comprende l'intero territorio amministrativo della provincia di Avellino; 
L'Irpinia DOC con indicazione sottozona Campi Taurasini comprende l'intero territorio dei seguenti comuni: Taurasi, Bonito, Castelfranci, Castelvetere sul Calore, Fontanarosa, Lapio, Luogosano, Mirabella Eclano, Montefalcione, Montemarano, Montemiletto, Paternopoli, Pietradefusi, Sant'Angelo all'Esca, San Mango sul Calore, Torre le Nocelle, Venticano, Gesualdo, Villamaina, Torella dei Lombardi, Grottaminarda, Melito Irpino, Nusco, Chiusano San Domenico.

## Disciplinare
L'Irpinia DOC è stato istituito con DM 13 settembre 2005 pubblicato sulla Gazzetta Ufficiale n. 227 del 29 settembre 2005.
Successivamente è stato modificato con:
- DM 30 novembre 2011 GU 295 - 20 dicembre 2011 Pubblicato sul sito ufficiale del Mipaaf Sezione Qualità e Sicurezza Vini DOP e IGP
- La versione in vigore è stata approvata con DM 7 marzo 2014 Pubblicato sul sito ufficiale del Mipaaf Sezione Qualità e Sicurezza Vini DOP e IGP.[1]

## Tipologie

### Irpinia Bianco
| uvaggio                        |             |
| titolo alcolometrico minimo    | xx,xx% vol. |
| acidità totale minima          | xx g/l.     |
| estratto secco minimo          | xx,00 g/l   |
| resa massima di uva per ettaro | xxx q.      |
| resa massima di uva in vino    | xx %        |

### Irpinia Rosso
| uvaggio                        |             |
| titolo alcolometrico minimo    | xx,xx% vol. |
| acidità totale minima          | xx g/l.     |
| estratto secco minimo          | xx,00 g/l   |
| resa massima di uva per ettaro | xxx q.      |
| resa massima di uva in vino    | xx %        |

### Irpinia Rosato
| uvaggio                        |             |
| titolo alcolometrico minimo    | xx,xx% vol. |
| acidità totale minima          | xx g/l.     |
| estratto secco minimo          | xx,00 g/l   |
| resa massima di uva per ettaro | xxx q.      |
| resa massima di uva in vino    | xx %        |